# Унутрашња Монголија
Унутрашња Монголија (монголски: , кинески: 内蒙古) је аутономна област у саставу НР Кине. У самој Монголији је често називају Јужном Монголијом, сматрајући израз Унутрашња Монголија синоцентричним, односно изразом кинеског империјализма.
Ова област је углавном пустињска. У њој се налази пустиња Гоби. Површина Унутрашње Монголије је 1.183.000 km², што је 12% површине Кине. 
Током већег дела историје, централни и западни део Унутрашње Монголије је наизменично био под влашћу кинеских пољопривредника и монголских номада. Источни део данашње провинције историјски је припадао Манџурији. 
Унутрашња Монголија има 23,8 милиона становника (подаци из 2004). Већину чине Хан Кинези (79%), а затим следе Монголи (17%) и Манџурци (2%). Највећи и главни град провинције је Хохот са 2,58 милиона становника, док у граду Баотоу живи 2,46 милиона људи. 